# Acmopolynema varium
Acmopolynema varium är en stekelart som först beskrevs av Girault 1917.  Acmopolynema varium ingår i släktet Acmopolynema och familjen dvärgsteklar. Inga underarter finns listade i Catalogue of Life.